# Christian Friedrich von Stockmar

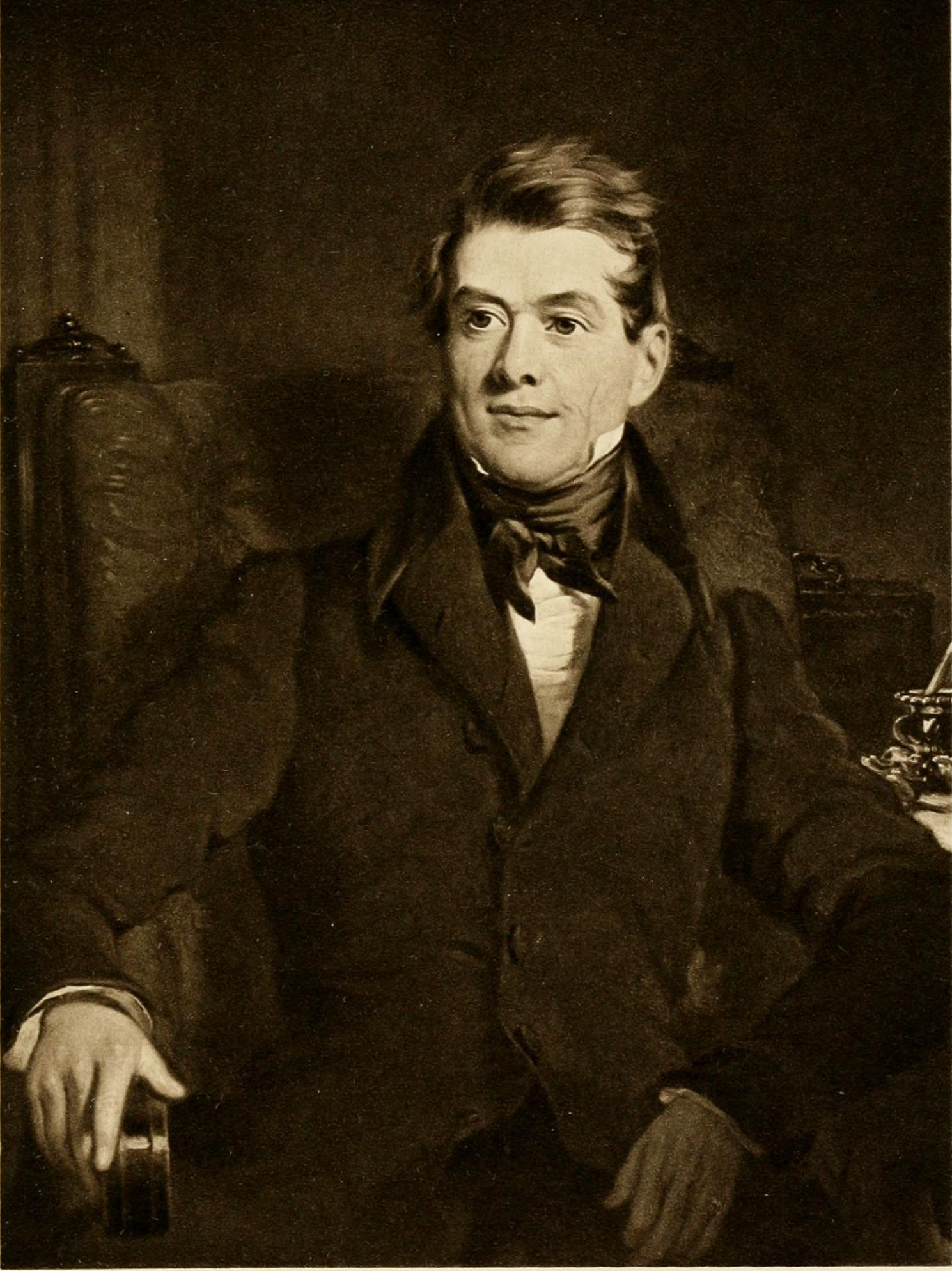
Barón Stockmar

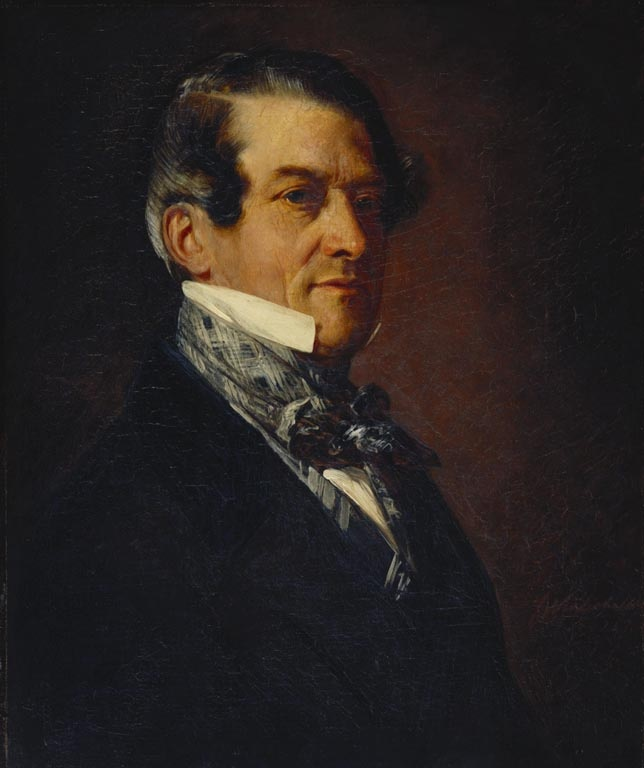
Christian Friedrich, Barón Stockmar

Christian Friedrich Freiherr von Stockmar (Coburgo, Alemania, 22 de agosto de 1787-ibíd., 9 de julio de 1863) fue un diplomático anglo-belga que tuvo un papel clave en los asuntos de Estado del Reino Unido durante el mandato de la Reina Victoria.

## Juventud y formación
Nació en Coburgo, Alemania, de padres alemanes con ascendencia sueca. Después de sus estudios de Medicina, se convirtió en el médico personal del príncipe Leopoldo de Sajonia-Coburgo-Gotha en 1816, en la época de los esponsales de éste con la Princesa Carlota, única hija de Jorge IV del Reino Unido.

## Al servicio del rey Leopoldo
Un año después, Carlota murió al dar a luz a un niño que igualmente nació muerto (de haber sobrevivido ella, Leopoldo se habría convertido en Príncipe Consorte del Reino Unido), y Stockmar permaneció al servicio de Leopoldo como su secretario personal, gestor y consejero político.
Se dice, aunque sin pruebas reales, que uno de los servicios que realizaba era el de proporcionar amantes a Leopoldo. En ningún modo le resultó de agrado cuando, en 1828, una de sus primas, Caroline “Lina” Philippine Auguste Bauer, actriz, que guardaba un parecido físico sombroso con la princesa Carlota, se convirtió en amante de su señor. Bauer fue llevada a Inglaterra junto a su madre, pero el affair no duró demasiado y volvió a Alemania y al mundo del teatro. Tras la muerte de Caroline (así como de la del rey y de Stockmar), se publicaron sus memorias, en las que afirmaba haber contraído un matrimonio morganático con Leopoldo, así como haber recibido el título de Condesa de Montgomery. Nunca se han hallado pruebas que corroboren dicho matrimonio, que además fue rotundamente desmentido por el hijo del difunto Stockmar.
Después de ser brevemente tenido en cuenta como candidato a la Corona de Grecia, Leopoldo fue elegido Rey de Bélgica en 1831. Desde entonces, Stockmar se instaló en Coburgo, continuando como consejero de Leopoldo. En 1837 fue enviado por él para servir de consejero a la Reina Victoria: una de sus primeras tareas fue el ponerla al corriente acerca de si el sobrino de Leopoldo, el Príncipe Alberto (posteriormente Príncipe Consorte del Reino Unido) era un candidato conveniente para su mano. Tras la boda de Victoria y Alberto, Stockmar se convirtió en su consejero oficioso e intervino en diversos momentos de crisis.

## Embajador en el Parlamento alemán
En 1848, Stockmar fue nombrado embajador del Ducado de Sajonia-Coburgo y Gotha en el parlamento de la Confederación Alemana.
Su relevancia en los círculos políticos del Reino Unido causó ciertas reticencias, ante lo que se identificaba como injerencias del príncipe Alberto (y, por extensión, de Alemania) en los asuntos del país.
Stockmar fue honrado con el título de barón por el Rey de Sajonia.

## Matrimonio
En agosto de 1832 se casó con Fanny Sommer. Tuvieron dos hijos: Ernst Alfred Christian von Stockmar (1833-1886) y Carl August von Stockmar (1836–1909).